# 1. A HOL za žene 2012./13.
1.A ligu, najviši rang odbojkaškog prvenstva Hrvatske za žene za sezonu 2012./13. je sedmi put zaredom osvojila ekipa Rijeka Croatia osiguranje.

## Sudionici
- Grobničan - Čavle
- Marina Kaštela - Kaštel Gomilica
- Kaštela DC - Kaštel Stari
- Kostrena - Kostrena
- Osijek - Osijek
- Poreč - Poreč
- Pula - Pula
- Rijeka Croatia osiguranje - Rijeka *
- Rovinj - Rovigno - Rovinj
- Split 1700 - Split *
- Šibenik - Šibenik
- Azena - Velika Gorica
- Vibrobeton - Vinkovci
- Vukovar - Vukovar
- Mladost - Zagreb
- Zagreb - Zagreb

* igrale MEVZA ligu, u prvenstvo ušle u drugom krugu.

## Ljestvice i rezultati

### Prvi dio

#### Skupina I
| mj | klub           | ut | pob | por | set+ | set- | bod | 2. dio     |
| -- | -------------- | -- | --- | --- | ---- | ---- | --- | ---------- |
| 1. | Poreč          | 10 | 9   | 1   | 27   | 11   | 26  | 1. skupina |
| 2. | Azena          | 10 | 8   | 2   | 26   | 10   | 23  | 1. skupina |
| 3. | Marina Kaštela | 10 | 4   | 6   | 19   | 19   | 14  | 2. skupina |
| 4. | Mladost        | 10 | 4   | 6   | 16   | 21   | 12  | 2. skupina |
| 5. | Vukovar        | 10 | 3   | 7   | 11   | 24   | 9   | 2. skupina |
| 6. | Pula           | 10 | 2   | 8   | 12   | 26   | 5   | 2. skupina |

#### Skupina II
| mj | klub             | ut | pob | por | set+ | set- | bod | 2. dio     |
| -- | ---------------- | -- | --- | --- | ---- | ---- | --- | ---------- |
| 1. | Kaštela DC       | 14 | 11  | 3   | 37   | 12   | 35  | 3. skupina |
| 2. | Vibrobeton       | 14 | 10  | 4   | 35   | 16   | 31  | 3. skupina |
| 3. | Rovinj - Rovigno | 14 | 8   | 6   | 28   | 25   | 24  | 3. skupina |
| 4. | Osijek           | 14 | 8   | 6   | 27   | 24   | 22  | 3. skupina |
| 5. | Šibenik          | 14 | 7   | 7   | 29   | 29   | 19  | 4. skupina |
| 6. | Grobničan        | 14 | 5   | 9   | 21   | 32   | 15  | 4. skupina |
| 7. | Kostrena         | 14 | 5   | 9   | 19   | 32   | 15  | 4. skupina |
| 8. | Zagreb           | 14 | 2   | 12  | 10   | 36   | 7   | 4. skupina |

### Drugi dio

#### 1. skupina
| mj | klub       | ut | pob | por | set+ | set- | bod |             |
| -- | ---------- | -- | --- | --- | ---- | ---- | --- | ----------- |
| 1. | Rijeka CO  | 6  | 5   | 1   | 17   | 7    | 15  | doigravanje |
| 2. | Azena      | 6  | 4   | 2   | 14   | 11   | 12  | doigravanje |
| 3. | Poreč      | 6  | 2   | 4   | 10   | 16   | 5   | doigravanje |
| 4. | Split 1700 | 6  | 1   | 5   | 10   | 17   | 4   | doigravanje |

#### 2. skupina
Uračunaiti i međusobni susreti iz prvog dijela.
| mj. | klub           | ukupan rezultat u poretku skupine | ukupan rezultat u poretku skupine | ukupan rezultat u poretku skupine | ukupan rezultat u poretku skupine | ukupan rezultat u poretku skupine | ukupan rezultat u poretku skupine |    | rezultat ostvaren u skupini | rezultat ostvaren u skupini | rezultat ostvaren u skupini | rezultat ostvaren u skupini | rezultat ostvaren u skupini |  |
| mj. | klub           | ut                                | pob                               | por                               | set+                              | set-                              | bod                               | ut | pob                         | por                         | set+                        | set-                        |                             |  |
| --- | -------------- | --------------------------------- | --------------------------------- | --------------------------------- | --------------------------------- | --------------------------------- | --------------------------------- | -- | --------------------------- | --------------------------- | --------------------------- | --------------------------- | --------------------------- |  |
| 1.  | Marina Kaštela | 12                                | 8                                 | 4                                 | 27                                | 18                                | 22                                | 6  | 4                           | 2                           | 13                          | 11                          | doigravanje                 |  |
| 2.  | Mladost        | 12                                | 7                                 | 5                                 | 28                                | 20                                | 22                                | 6  | 3                           | 3                           | 14                          | 11                          | doigravanje                 |  |
| 3.  | Vukovar        | 12                                | 7                                 | 5                                 | 25                                | 21                                | 21                                | 6  | 4                           | 2                           | 15                          | 9                           |                             |  |
| 4.  | Pula           | 12                                | 2                                 | 10                                | 12                                | 33                                | 6                                 | 6  | 1                           | 5                           | 5                           | 16                          |                             |  |

#### 3. skupina
Uračunaiti i međusobni susreti iz prvog dijela.
| mj. | klub             | ukupan rezultat u poretku skupine | ukupan rezultat u poretku skupine | ukupan rezultat u poretku skupine | ukupan rezultat u poretku skupine | ukupan rezultat u poretku skupine | ukupan rezultat u poretku skupine |    | rezultat ostvaren u skupini | rezultat ostvaren u skupini | rezultat ostvaren u skupini | rezultat ostvaren u skupini | rezultat ostvaren u skupini |  |
| mj. | klub             | ut                                | pob                               | por                               | set+                              | set-                              | bod                               | ut | pob                         | por                         | set+                        | set-                        |                             |  |
| --- | ---------------- | --------------------------------- | --------------------------------- | --------------------------------- | --------------------------------- | --------------------------------- | --------------------------------- | -- | --------------------------- | --------------------------- | --------------------------- | --------------------------- | --------------------------- |  |
| 1.  | Kaštela DC       | 12                                | 9                                 | 3                                 | 29                                | 17                                | 26                                | 6  | 5                           | 1                           | 15                          | 10                          | doigravanje                 |  |
| 2.  | Vibrobeton       | 12                                | 7                                 | 5                                 | 27                                | 18                                | 23                                | 6  | 3                           | 3                           | 13                          | 11                          | doigravanje                 |  |
| 3.  | Rovinj - Rovigno | 12                                | 4                                 | 8                                 | 19                                | 27                                | 13                                | 6  | 2                           | 4                           | 12                          | 16                          |                             |  |
| 4.  | Osijek           | 12                                | 4                                 | 8                                 | 16                                | 29                                | 10                                | 6  | 2                           | 4                           | 9                           | 15                          |                             |  |

#### 4. skupina
Uračunaiti i međusobni susreti iz prvog dijela.
| mj. | klub      | ukupan rezultat u poretku skupine | ukupan rezultat u poretku skupine | ukupan rezultat u poretku skupine | ukupan rezultat u poretku skupine | ukupan rezultat u poretku skupine | ukupan rezultat u poretku skupine |    | rezultat ostvaren u skupini | rezultat ostvaren u skupini | rezultat ostvaren u skupini | rezultat ostvaren u skupini | rezultat ostvaren u skupini |
| mj. | klub      | ut                                | pob                               | por                               | set+                              | set-                              | bod                               | ut | pob                         | por                         | set+                        | set-                        |                             |
| --- | --------- | --------------------------------- | --------------------------------- | --------------------------------- | --------------------------------- | --------------------------------- | --------------------------------- | -- | --------------------------- | --------------------------- | --------------------------- | --------------------------- | --------------------------- |
| 1.  | Kostrena  | 12                                | 9                                 | 3                                 | 28                                | 15                                | 27                                | 6  | 6                           | 0                           | 18                          | 3                           |                             |
| 2.  | Šibenik   | 12                                | 6                                 | 6                                 | 26                                | 22                                | 20                                | 6  | 2                           | 4                           | 11                          | 13                          |                             |
| 3.  | Zagreb    | 12                                | 5                                 | 7                                 | 19                                | 23                                | 14                                | 6  | 3                           | 3                           | 12                          | 11                          |                             |
| 4.  | Grobničan | 12                                | 4                                 | 8                                 | 15                                | 28                                | 11                                | 6  | 1                           | 5                           | 3                           | 17                          |                             |

### Doigravanje
| klub1                                         | pob-por         | klub2           | rezultati       |
| četvrtzavrpnica                               | četvrtzavrpnica | četvrtzavrpnica | četvrtzavrpnica |
| --------------------------------------------- | --------------- | --------------- | --------------- |
| Rijeka CO                                     | 2-0             | Vibrobeton      | 3:0, 3:1        |
| Azena                                         | 2-0             | Kaštela DC      | 3:1, 3:2        |
| Poreč                                         | 2-1             | Mladost         | 3:0, 0:3, 3:1   |
| Split 1700                                    | 2-0             | Marina Kaštela  | 3:1, 3:2        |
|                                               |                 |                 |                 |
| poluzavršnica                                 |                 |                 |                 |
| Rijeka CO                                     | 2-1             | Split 1700      | 3:1, 2:3, 3:1   |
| Azena                                         | 2-1             | Poreč           | 3:0, 2:3, 3:0   |
|                                               |                 |                 |                 |
| za prvaka                                     |                 |                 |                 |
| Rijeka CO                                     | 3-0             | Azena           | 3:0, 3:2, 3:0   |
|                                               |                 |                 |                 |
| rezultat podebljan - domaća utakmica za klub1 |                 |                 |                 |